# Christoph Burckhard von Witzleben
Christoph Burckhard von Witzleben (* 2. Mai 1687; † 6. Juni 1732) war dänischer Kammerjunker, Landrat und Jägermeister.
Er stammte aus dem Thüringer Uradelsgeschlecht von Witzleben und war der Sohn des Kurt Veit von Witzleben (1645–1719). Sein jüngerer Bruder Adam Levin von Witzleben wurde dänischer Geheimer Rat, blieb aber kinderlos. 1721 heiratete er Anna Theresia Ursula von Dorgelo. Aus dieser Ehe ging der Sohn Adam Levin von Witzleben der Jüngere hervor, den er nach seinem kinderlosen jüngeren Bruder benannte.